# Певческая академия в Берлине

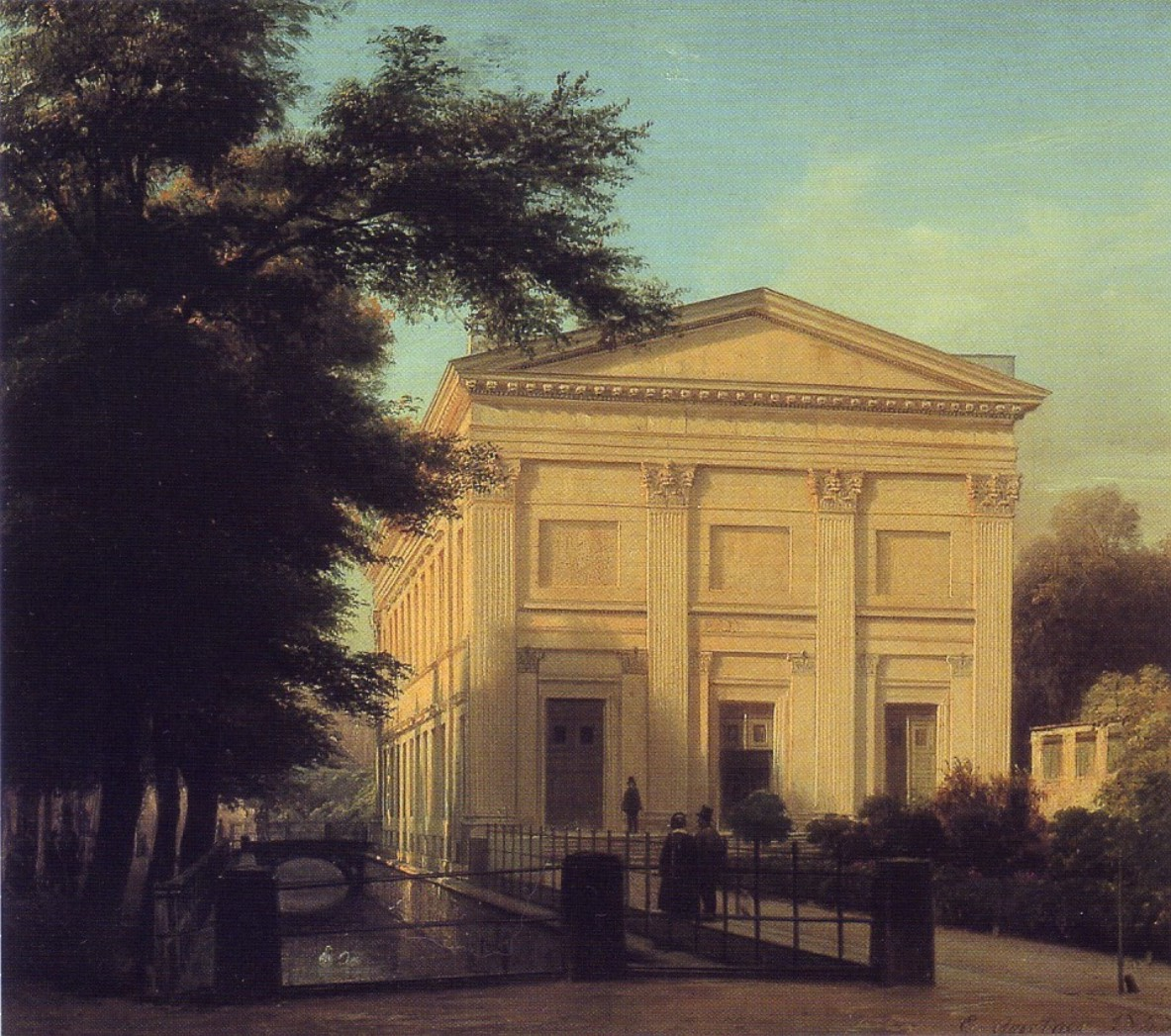
Певческая академия в Берлине
(фрагмент картины Э. Гертнера, 1843)

Певческая академия в Берлине (нем. Sing-Akademie zu Berlin) — хор и концертная организация в Берлине. Расцвет деятельности Певческой академии пришёлся на первую половину XIX века.

## Исторический очерк

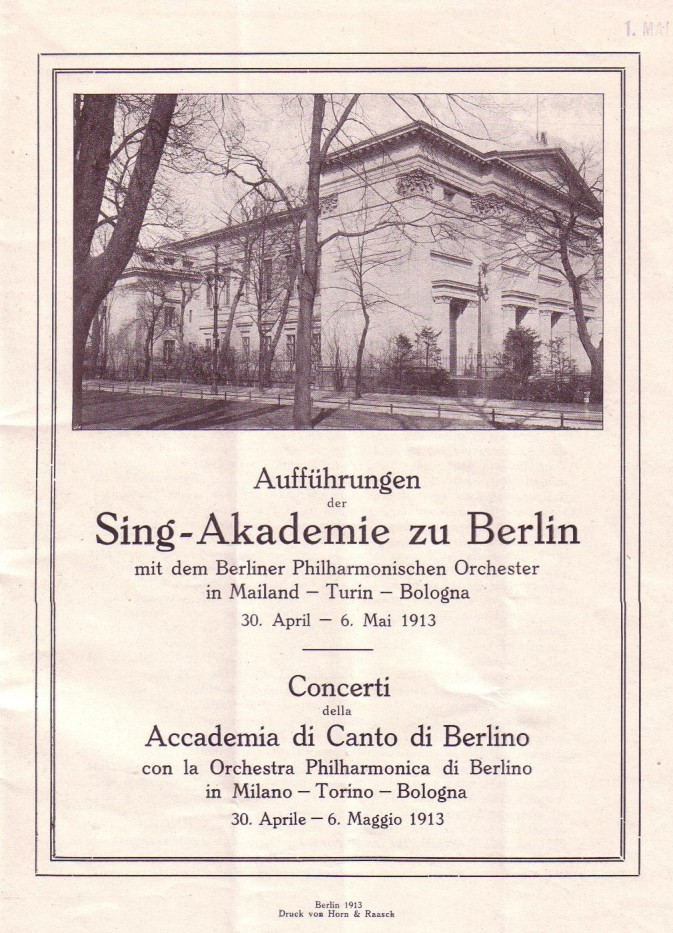
Концертный зал Певческой академии в Берлине (на афише 1913 года)

В 1791 году в Берлине К. Ф. К. Фаш организовал  любительское хоровое общество, получившее название «певческой академии» (в оригинальной орфографии — Singe-Academie zu Berlin). история её началась с того, что Берлинский придворный капельмейстер Иоганн Фридрих Рейхардт привёз Фашу из Италии произведение итальянского композитора раннего барокко Орацио Беневоли – 16-голосную мессу, которая очаровала Фаша и пробудила в нем желание написать столь же сложное произведение. Как и Беневоли, Фаш тоже написал мессу на шестнадцать голосов, но для исполнения её не смог найти подходящий хор — ни школьные хоры, ни придворные певцы, имевшиеся в его распоряжении, для этой цели не сгодились. Поэтому в 1790 году он начал репетировать мессу со своими учениками. Эти репетиции переросли в общество любителей пения, «певческую академию» (нем. Sing-Akademie zu Berlin), основанием которой считается 24 мая 1791 года — день, когда Фаш начал вести репетиционный журнал. Уже в сентябре того же года смешанный хор впервые выступил публично в церкви Святой Марии с произведением на основе 50-го псалма (Miserere). В конце 1793 года хор репетировал в Королевской академии искусств.
Очень скоро академия стала важным центром музыкальной жизни Берлина — для хора академии писали ведущие европейские композиторы, в том числе Й. Гайдн и Л. ван Бетховен, который посетил её в 1796 году и дал высокую оценку. К 1800 году в ней уже состояло 137 членов.
По образцу Певческой академии в Берлине в 1802 году была создана Лейпцигская певческая академия. К этому времени. после смерти Фаша, руководителем академии был его верный ученик К. Ф. Цельтер. В период 30-летней работы Цельтера на посту директора (1801–1832) расширился состав хора, был образован мужской камерный хор (так называемый лидертафель, 1807) и небольшой оркестр (1808). В 1827 близ улицы Унтер ден Линден был открыт концертный зал академии (здание разрушено в 1943 году). Основным достижением Цельтера по праву считается активная пропаганда музыки И. С. Баха. В 1829 под руководством ученика Цельтера Ф. Мендельсона впервые после смерти Баха были исполнены «Страсти по Матфею» — эта премьера дала мощный толчок возрождению публичного интереса к баховской музыке в Германии и Европе в целом. В  1811 году в репертуар Певческой академии также вошла баховская Месса си минор, которую Цельтер рассматривал как «величайший шедевр, который мир когда-либо видел» (нем. das größte Kunstwerk das die Welt je gesehen hat). Однако первое полное исполнение Мессы (в два вечера) состоялось силами Певческой академии лишь после смерти Цельтера в 1835 году, под руководством его ученика К. Ф. Рунгенхагена (директор академии в 1833–1851 годах). 
Во второй половине XX века общественное значение академии снизилось, публичные концерты почти не проводились. Возрождение Певческой академии в Берлине связывают с именем Георга Шумана (1866—1952), который на посту её директора (с 1900 по 1950) организовал гастроли коллектива во многих европейских странах (см. на иллюстрации афишу гастролей хора в 1913 году в Милане, Турине и Болонье с Берлинским филармоническим оркестром). В самой Германии концерты Певческой академии не прекращались и во время войны: так, 14 апреля 1945 года совместно с Берлинским филармоническим оркестром хор исполнил «Немецкий реквием» И. Брамса. 
После воздвижения Берлинской стены, при активной финансировой поддержке правительства ГДР в Восточном Берлине в 1963 году был организован хор с почти идентичным названием — Берлинская певческая академия (нем. Berliner Singakademie). Как и в Sing-Akademie zu Berlin, основу хора Berliner Singakademie составили любители музыки. Ныне Берлинская певческая академия считается одним из наиболее значимых любительских хоров Германии.
Концерты хора Певческой академии в Берлине проходят на различных концертных площадках Берлина, главным образом в Концертном зале Университета искусств. Концерты Берлинской певческой академии проходят преимущественно в берлинском Концертхаусе, а также в Берлинской филармонии, церкви св. Николая и др.